# Анастас Микоян (ледокол)
«Анаста́с Микоя́н» (до 1938 года — «Отто Юльевич Шмидт») — советский ледокол, известный дальним переходом из Батуми в Анадырь во время Великой Отечественной войны. Назван (переименован) в честь А. И. Микояна.

## Описание и история строительства
Ледокол проекта 51 («Иосиф Сталин») был заложен в Николаеве на заводе имени Андре Марти (ныне — Черноморский судостроительный завод) в ноябре 1935 года под названием «Отто Юльевич Шмидт». В проект 51 входило четыре ледокола: «И. Сталин» (головной корабль в серии), «В. Молотов», «Л. Каганович» и «А. Микоян».
При создании ледоколов этой серии советские конструкторы максимально использовали имеющийся опыт арктических навигаций: корпуса яйцевидной формы (для предохранения от повреждения во время сжатия во льдах) были изготовлены из высококачественной стали; шпангоутов было установлено вдвое больше обычного; борта были выполнены из 13 параллельных поясов, причём 9 нижних состояли из двойной обшивки общей толщиной до 42 мм (в носовой части). По всей длине имелось двойное дно и 12 водонепроницаемых переборок. Отдельные отсеки соединялись между собой дверями, управляемыми из рулевой рубки. На каждом корабле были установлены три паровые машины мощностью по 3300 л. с., работающие на 3 кормовых 4-лопастных винта со съёмными лопастями. Ледоколы имели по 9 паровых огнетрубных котлов с угольным отоплением и несколько электростанций. Запас угля в 2900 т обеспечивал дальность плавания до 6000 миль. В каждом отсеке дополнительно размещались аккумуляторные батареи. Перекачка воды в бортовые и дифферентные цистерны осуществлялась мощными помпами через трубопроводы диаметром 500 мм.
При проектировании и постройке кораблей особое внимание уделялось условиям работы экипажа, насчитывавшего 138 человек (по штату мирного времени): 2- и 4-местные каюты, кают-компании, столовые, библиотеки, души, баня, лазарет, механизированная кухня — все это делало новые ледоколы самыми комфортабельными на флоте. Для ведения научных работ на них оборудовали гидрологические, гидрохимические, биологические и другие лаборатории. Спасательные средства включали восемь шлюпок и моторных катеров. Корабельные мастерские располагали фрезерными, токарными, сверлильными и другими станками, верстаками и инструментами, позволявшими выполнять сложные ремонтные работы. Три мощные радиостанции (длинноволновая, коротковолновая и аварийная) имели огромную дальность действия. Так, головной корабль проекта 51 «Иосиф Сталин» на испытаниях в Финском заливе поддерживал связь с «Ермаком», работавшим в Арктике, и с ледоколом «Лазарь Каганович», находившимся на Чёрном море.
В ходе строительства ледокола в первоначальный проект были внесены существенные изменения: например, отказались от трёх гидросамолётов, которые предполагалось разместить в кормовой части корабля. К началу Великой Отечественной войны ледокол достраивался на плаву.

## Начало Великой Отечественной войны
НИКОЛАЕВ, 28 апреля. Коллектив завода имени Марти, выполняя свое первомайское обязательство, спустил сегодня со стапелей корпус гигантского ледокола «Отто Шмидт».
Длина корабля — 106 метров, полная высота борта — 12 метров (примерно высота трехэтажного дома). На ледоколе — 5 палуб, все его помещения будут комфортабельно оборудованы.
Спуск со стапелей длился всего 35 секунд.
26 августа 1941 года «Анастас Микоян» отошёл от достроечной стенки (к этому времени немецкая авиация уже наносила удары по судостроительным заводам Николаева). Назначенный капитаном ледокола опытный военный моряк, ветеран Гражданской войны в Испании капитан 2-го ранга С. М. Сергеев вывел корабль в море без приёмочных испытаний. В Севастополе ледокол был переоборудован во вспомогательный крейсер: вооружён тремя орудиями калибра 130 мм, шестью зенитками калибра 76 мм и четырьмя 7,62-мм пулемётами. В экипаж влились добровольцы-рабочие сдаточных команд с завода имени Андре Марти, что впоследствии очень помогло кораблю: увеличив амбразуры в орудийных щитах, удалось увеличить угол возвышения орудий и использовать (первыми на советском флоте) главный калибр для отражения налётов вражеской авиации. Поскольку автоген не брал броневую сталь, амбразуры были прорезаны с помощью электросварочного агрегата.
В начале сентября 1941 года «Анастас Микоян» приказом командующего Черноморским флотом был включён в отряд кораблей Северо-Западного района Чёрного моря, который предназначался для оказания огневой поддержки защитникам Одессы. Неоднократно обстреливал вражеские позиции (подавил две дальнобойные батареи), помогал отбивать атаки пехоты и танков противника, обеспечивал артиллерийское прикрытие морской пехоте в десанте под Григорьевкой. Получил благодарность командования Одесского оборонительного района. Постоянно подвергаясь атакам авиации (в том числе торпедоносцев), экипаж корабля отработал навыки зенитного огня (сбил несколько самолётов), быстрого маневрирования, уклонения от торпед. Несмотря на небольшую, по сравнению с крейсерами, лидерами и эсминцами, скорость хода, корабль, действуя под Одессой, не получил ни одного прямого попадания авиабомбы, торпеды или снаряда и не потерял ни одного человека. Повреждения механизмов от сотрясения вследствие близких разрывов, частого форсирования и перемены ходов бывшие судоремонтники устраняли, не покидая боевой позиции; часть работ проводили в Севастополе.
После приказа об эвакуации войск Одесского оборонительного района «Анастас Микоян» принял участие в обороне Севастополя, поддерживая советские войска огнём и совершая регулярные рейсы между осаждённым городом и Новороссийском. Из Севастополя вывозились раненые, гражданское население и материальная часть, обратно следовали военные грузы и пополнение.

## «Огненный рейс»
В ноябре 1941 года в соответствии с решением Государственного комитета обороны поступил приказ: разоружить корабль и готовиться к переходу на Дальний Восток через пролив Босфор: страна остро нуждалась в ледоколах в Арктике для доставки военных грузов. Водоизмещение «Анастаса Микояна» было таково, что по внутренним речным путям ему с Чёрного моря до Арктики было не пройти, оставался единственный маршрут — через нейтральную Турцию. Но статус нейтральной державы предусматривал возможность прохода через проливы только гражданских (невооружённых) судов. За пять дней орудия демонтировали, а военно-морской флаг заменили на государственный. Часть командного состава и комендоры убыли на другие корабли и сухопутный фронт. Уже перед самым выходом в рейс С. М. Сергеев получил дополнительные указания: корабль ни в коем случае противнику не сдавать, а в случае необходимости — затопить.
Ледокол прибыл в Батуми. Вслед за ним сюда же пришли три танкера: «Сахалин», «Туапсе» и «Варлаам Аванесов», которым предписывалось доставить в Турцию груз нефти. Ранним утром 25 ноября суда стали выходить на внешний рейд, где их уже ожидали лидер «Ташкент» и эсминцы «Способный» и «Сообразительный». Вскоре караван вышел в открытое море, сначала в целях предосторожности сымитировав движение в сторону Севастополя, а затем взяв курс на Босфор. 30 ноября, выдержав в пути жестокий шторм, подошли к турецкому берегу. Здесь боевые корабли повернули назад, пожелав ледоколу и танкерам счастливого плавания.
Войдя в Босфор, суда стали на якорь. По договоренности Советского правительства с правительством Великобритании от пролива Дарданеллы до военно-морской базы Фамагуста на британском острове Кипр ледокол должны были сопровождать британские корабли. Но в британском посольстве в Стамбуле помощник военного атташе заявил Сергееву, что британский флот в Средиземном море не сможет выделить ему эскорт, и ледоколу надлежит идти самостоятельно. На корабль прибыл советский военно-морской атташе в Турции капитан 1-го ранга К. К. Родионов, который сообщил новый приказ: прорываться на Дальний Восток должен не только ледокол, но и танкеры.
К этому времени Эгейское море после оккупации Греции полностью контролировалось итальянскими и немецкими кораблями, базировавшимися на многочисленных островах. На Лесбосе располагалась военно-морская база Митилини, на островах Хиос, Самос, Кос, Родос базировались эсминцы, торпедные катера и самолёты-торпедоносцы.
Прибытие советских судов не осталось незамеченным в городе, где активно работала вражеская агентура, к тому же танкер «Сахалин» пришвартовался как раз напротив здания немецкого консульства. С. М. Сергеев принял решение уходить с рейда как можно скорее и незаметнее, без разрешения властей. В ночь с 30 ноября на 1 декабря 1941 года в 01:40 без объявления аврала матросы заняли места по съёмке с якоря. Самым малым ходом «Анастас Микоян» вышел на фарватер, а затем дал полный ход; на корабле было сделано полное затемнение, а главный демаскирующий признак — столбы дыма — в темноте не был заметен.
Миновав Дарданеллы, ледокол шёл только ночью, минуя обычные маршруты, без ходовых огней, а в светлое время суток прятался в небольших бухтах островов, где стоял, притушив котлы, чтобы не выдать себя дымами. Уже после прохода итальянского Родоса, при подходе к острову Кастелоризон «Анастас Микоян» был обнаружен итальянскими торпедными катерами. Итальянцы в мегафон запросили принадлежность и маршрут судна, на что с ледокола ответили, что судно турецкое и следует в Искендерун. Итальянцы потребовали следовать за ними на Родос, не предпринимая, однако, попыток подняться на корабль.
На подходе к Родосу С. М. Сергеев приказал резко изменить курс и выжать из машин максимум. Катера на какое-то время отстали, но быстро нагнали ледокол и открыли огонь по мостику и верхней палубе, ранив нескольких членов экипажа, включая рулевого. Пулемёты и мелкокалиберные пушки не могли причинить огромному ледоколу существенного ущерба. Тогда катера провели торпедную атаку, а позже их сменили гидросамолёты-торпедоносцы CANT. Сложным маневрированием «Анастасу Микояну» удалось уклониться от поражения торпедами, хотя на корабле от обстрела с воздуха вспыхивали пожары, оперативно устраняемые аварийными командами. Один из снарядов попал в спасательный катер, загруженный бочками с горючим, и он загорелся, возникла угроза взрыва. Но команде удалось быстро обрубить крепления и сбросить катер за борт, после чего по поверхности моря растеклось горящее топливо. Исчерпав запас торпед, катера ушли на Родос, а ледокол, воспользовавшись сгущающимися сумерками, — в сторону Кипра.
Как только показалась Фамагуста, навстречу судну устремились английские эсминцы с наведёнными орудиями. Оказалось, что итальянцы, подобрав несколько деревянных вещей и спасательный круг с надписью «Анастас Микоян», объявили по радио об уничтожении советского судна, и англичане поначалу приняли ледокол за сторожевой корабль противника.
С Кипра ледокол отправился на ремонт в Хайфу в британской Палестине, где ему довелось принять участие в тушении пожара: вспыхнул танкер, входивший в порт, произошёл разлив нефти, и создалась реальная угроза жизни британских солдат, охранявших гавань. Пожар был потушен с помощью струй пожарных гидромониторов, а солдаты были приняты на борт, где им оказали медицинскую помощь. На следующий день в газетах, вышедших в Хайфе и Порт-Саиде, британские власти выразили благодарность советским морякам. В Хайфе капитан принял решение о кардинальном изменении маршрута: в войну с США и Великобританией вступила Япония, что делало крайне опасным плавание на Дальний Восток через Индийский океан с загрузкой углём в портах британских колоний, которые вскоре могли быть атакованы японцами. Поэтому было решено идти в обход Африки с востока по Индийскому океану и далее через Атлантику и Тихий океан.
4 декабря 1941 года «Анастас Микоян» благополучно завершил очередной этап перехода и прибыл в порт Суэц, где по предварительной договоренности с британцами на ледокол должны были поставить несколько орудий и пулемётов. Однако на ледокол была поставлена только одна малокалиберная пушка 1905 года выпуска, что никак не могло считаться серьёзным вооружением. Тогда, учитывая вероятность встречи с вражескими рейдерами, у экипажа родилась идея оснастить ледокол хотя бы муляжами оружия для создания психологического эффекта, и из брёвен и брезента было сооружено несколько макетов орудий и пулемётов в натуральную величину.
С таким «вооружением» «Анастас Микоян» дошёл до Кейптауна. Когда ледокол, приняв запасы и загрузившись углём сверх предусмотренных норм, был готов продолжать плавание, на выходе из порта обнаружили мины, поставленные, вероятно, вражеской подлодкой. Несколько суток тральщики очищали фарватер, вытралив около двадцати мин. Опасаясь, что вблизи порта выходящие суда могут подстерегать подлодки противника, С. М. Сергеев и на этот раз решил уйти незаметно. Ночью 26 марта, бесшумно снявшись с якоря, «Анастас Микоян» покинул Кейптаун. За несколько дней до этого к берегам Южной Америки вышел конвой под охраной британских военных кораблей. Командир конвоя отказался включить в его состав советский ледокол, сославшись на то, что тот слишком дымит при работе машин на полном ходу, что может демаскировать конвой.
Держась ближе к районам плавающих льдов, где опасность встречи не только с военными, но и с торговыми судами была значительно меньше, огибая отдельные ледовые поля, «Анастас Микоян» пересёк Атлантический океан. Прибыв 12 апреля 1942 года на рейд Монтевидео, ледокол запросил разрешение войти в порт, но в ответ ему сообщили, что власти не разрешают посещение порта вооружённым судам и военным кораблям (к тому же между СССР и Уругваем не было дипломатических отношений). Пришлось вызвать на борт специального представителя, чтобы убедить портовые власти в том, что вооружение судна не настоящее. Попав через пролив Дрейка в Тихий океан, ледокол двинулся вдоль американского побережья к Сан-Франциско. Спустя девять месяцев после выхода из Батуми, 9 августа 1942 года, «Анастас Микоян» вошёл в советские территориальные воды — Анадырский залив.
До 1958 года в СССР история беспримерного перехода была засекречена. Участникам лишь выдали жетоны «За дальний поход» и приказали дать подписку о неразглашении. Советские танкеры, вошедшие в Босфор вместе с «Анастасом Микояном», прорывались по отдельности и в разное время. Их ждала разная судьба. «Варлаам Аванесов», вышедший из Стамбула 16 декабря 1941 года, через три дня был потоплен немецкой подлодкой, но «Туапсе» и «Сахалин» (вышли 4 и 7 января 1942 года соответственно) смогли прорваться в Фамагусту, а затем по пути в СССР косвенно приняли участие в Мадагаскарской операции, доставив союзникам более 15 000 тонн нефтепродуктов. «Туапсе» 4 июля 1942 года был торпедирован немецкой подлодкой U-129 у мыса Сан-Антонио (Куба), а «Сахалин» 9 декабря 1942 года успешно дошёл до Владивостока.

## Работа в Арктике и на Дальнем Востоке
В начале августа 1942 года в бухту Провидения пришли 19 грузовых транспортов и три боевых корабля: лидер «Баку» и эсминцы «Разумный» и «Разъярённый». Четвёртым должен был стать эсминец «Ревностный», но он столкнулся с транспортом в Татарском проливе и надолго выбыл из строя. Из этих кораблей с приданными им ледоколами была сформирована экспедиция особого назначения ЭОН-18, перед которой поставили сложную задачу: за одну навигацию пройти Северным морским путём и доставить необходимые фронту грузы, а также пополнить Северный флот.
Начальником проводки был назначен опытный моряк, Герой Советского Союза, капитан 2-го ранга М. П. Белоусов, прибывший на однотипном с «Анастасом Микояном» ледоколе «Лазарь Каганович». В командование «Анастасом Микояном» вступил бывший капитан ледореза «Фёдор Литке» капитан 3-го ранга Юрий Константинович Хлебников, а С. М. Сергеев отбыл во Владивосток, где принял военный корабль.
14 августа 1942 года ЭОН-18 покинула бухту Провидения, медленно продвигаясь из-за тяжёлой ледовой обстановки. В Чукотском море к экспедиции присоединился пришедший с запада флагман арктического флота «Иосиф Сталин». 11 сентября караван прорвался в Восточно-Сибирское море, где в бухте Амбарчик пополнил запасы топлива, воды и продовольствия. Через месяц после выхода из бухты Провидения, преодолев 8-балльный шторм в море Лаптевых, корабли прибыли в бухту Тикси, где их ожидал ещё один ледокол — «Красин».
В Тикси экспедиции было приказано задержаться из-за опасности встречи в Карском море с немецким тяжёлым крейсером «Адмирал Шеер», который проводил в Арктике операцию по перехвату советских конвоев. Из Тикси вышли только 19 сентября, приняв в проливе Вилькицкого все меры боевой готовности: советским морякам уже было известно о бомбардировке Диксона и гибели в неравном бою ледокольного парохода «Александр Сибиряков».
После того как ЭОН-18 была доведена до чистой воды, «Анастас Микоян» вновь двинулся на восток за другими судами, вышедшими из устья Енисея. Затем ледокол совершил ещё несколько рейсов в Карское море, и только в середине декабря 1942 года, когда навигация прекратилась, он направился в Молотовск. 21 декабря 1942 года ледокол обогнул мыс Канин Нос и оказался примерно на долготе Батуми, что можно считать условным завершением кругосветного плавания.
В этом районе «Анастас Микоян» подорвался на минных заграждениях, выставленных немецкими кораблями в сентябре 1942 года, уже после неудачи экспедиции «Адмирала Шеера». Взрыв искорёжил всю кормовую часть судна, сильно повредив машинное отделение и верхнюю палубу на юте, вывел из строя рулевую машину. Ремонт силами опытных специалистов-судостроителей проходил прямо в море, среди льдов, так как поблизости не было ни одной бухты. Ледокол удалось спасти, в канун 1943 года он прибыл в Молотовск, но ему требовался более серьёзный ремонт, для которого на советском Севере не было подходящего дока. С открытием навигации по договорённости с союзниками «Анастас Микоян» отправился на ремонт в американский Сиэтл. Ледокол прошёл Северным морским путем своим ходом, проведя за собой на восток караван судов. Капитаном судна стал в октябре 1943 года К. К. Бызов.
После возвращения в СССР «Анастас Микоян» ещё неоднократно проводил суда по Северному Ледовитому океану, а в 1957 году был переведён во Владивосток в состав Дальневосточного морского пароходства, проработав в общей сложности ещё около двух десятилетий. Из всех ледоколов проекта 51 он был единственным, который не был переименован после разоблачения культа личности.
В 1959 году участвовал в спасении возле бухты Угольной грузопассажирского теплохода «Двина» с 600 пассажирами на борту, на котором возник пожар.

## Капитаны
- Сергеев, Сергей Михайлович[22] (1941—1942)
- Хлебников, Юрий Константинович[23][24] (1942—не позднее октября 1943)
- Бызов, Константин Константинович[25] (октябрь 1943—начало 1945)

### Книги
- Брилёв С. Б. Забытые союзники во Второй мировой войне. — М.: ОлмаМедиаГрупп, 2012. — 712 с. — ISBN 978-5-373-04750-0.
- Руднев Г. А. Ледокол «Анастас Микоян» прорывает блокаду // Огненные рейсы. — Изд. 2-е, испр. и доп. — Владивосток: Дальневосточное книжное издательство, 1990. — 216 с. — 10 000 экз. — ISBN 5-7440-0247-2.
- Хорьков Г. И. Военная кругосветка // Морские были. — М.: ДОСААФ, 1988. — 126 с. — (Библиотека призывника). — 40 000 экз.
- Божаткин М. И. А. Микоян. — Одесса: Маяк, 1973. — 127 с. — (Героические корабли).

### Статьи
- Добровольский А.«В плен не сдаваться» — во время войны экипаж советского ледокола вынужден был совершить кругосветное плавание// Московский комсомолец, 2.07.2025
- Ковалев С. Боевая кругосветка длиной в год. // Морской сборник. — 2004. — № 9. — С.80—83.
- Чернышев А. Вспомогательный крейсер «Микоян». // Морской сборник. — 2008. — № 9. — С.66—76.
- Лукьянчикова А. Заговорённый крейсер «Микоян». Воспоминания главного боцмана вспомогательного крейсера «А. Микоян» А. Д. Гройсмана о переходе вокруг света // Город : журнал. — 2010. — Май (№ 2). Архивировано 22 августа 2016 года.
- Сигай Д. Экспедиция ЭОН-18 // Левша : журнал. — 2005. — № 9. — С. 1—4. — ISSN 0869-0669.
- Вербовой О. Огненная кругосветка // Моделист-конструктор : журнал. — 1990. — № 5. — С. 12—16. — ISSN 0131-2243.
- Рассоховатский П. Корабли шли без огней // Вокруг света : журнал. — 1979. — Февраль (№ 2 (2461)). — С. 1—4.